# فهد بن سلطان بن عبد العزيز آل سعود
فهد بن سلطان بن عبد العزيز آل سعود، (مواليد 1950 في الرياض)، هو أمير منطقة تبوك، والابن الثالث للأمير سلطان بن عبد العزيز آل سعود ولي عهد المملكة العربية السعودية سابقاً، والدته هي الأميرة منيرة بنت عبد العزيز بن مساعد بن جلوي.

## المؤهلات العلمية
- بكالوريوس آداب قسم تاريخ جامعة الملك سعود بالرياض 1390هـ/1970م.
- دبلوم من جامعة جنوب كاليفورنيا بالولايات المتحدة الأمريكية.

## المناصب
- بدأ العمل في المجال الرياضي عام 1396هـ كنائب رئيس الاتحاد السعودي لكرة القدم.[6]
- ترأس عدد من اللجان التابعة للأمم المتحدة في مجال العمل الاجتماعي.
- الرئيس العام لرعاية الشباب بالنيابة.
- نائب رئيس اللجنة الأولمبية العربية السعودية.
- نائب رئيس الاتحاد السعودي لكرة القدم.
- رئيس الاتحاد العربي والسعودي لألعاب القوى للهواة.
- نائب رئيس الجمعية العربية السعودية لبيوت الشباب.
- رئيس لجنة منتخبات كرة القدم في الفترة 1974-1982م.
- ترأس وفد المملكة المشارك بدورة لوس انجلوس الأولمبية بالولايات المتحدة الأمريكية عام 1984م.
- رئيس وفد المملكة في دورة الألعاب الآسيوية في بانكوك – تايلاند.
- رئيس وفد المملكة في دورة الألعاب الآسيوية في الهند.
- رئيس مجلس إدارة جمعية الملك عبد العزيز الخيرية.

### المناصب الشرفية
- الرئيس الفخري للجمعية الصيدلانية السعودية.
- الرئيس الفخري لشركة تبوك للتنمية الزراعية.
- الرئيس الفخري لشركة أسمنت تبوك.
- الرئيس الفخري للجمعية السعودية للعلوم الزراعية.

## الأوسمة والميداليات والأنواط
- وشاح الملك فيصل من الدرجة الأولى.
- وسام النهضة الأردني من الدرجة الأولى من قبل الملك عبد الله الثاني بن الحسين.
- ميدالية الأكاديمية العالمية للرياضة.
- وسام جمهورية الباكستان (هلال باكستان)